# إلهام كيريموف
إلهام كيريموف (مواليد 2 يوليو 1976) هو ملاكم أذربيجاني، مثّل بلاده في الألعاب الأولمبية الصيفية 1996.

## روابط خارجية
إلهام كيريموف على موقع أوليمبيديا (الإنجليزية)